# 泣いてしまいたい
「泣いてしまいたい」（ないてしまいたい）は、松山千春が1995年10月21日にリリースした38枚目のシングル。

## 収録曲
| 全作詞・作曲: 松山千春、全編曲: 飛澤宏元。 |                                            |          |            |      |
| #                                          | タイトル                                   | 作詞     | 作曲・編曲 | 時間 |
| 1.                                         | 「泣いてしまいたい」                       | 松山千春 | 松山千春   | 5:59 |
| 2.                                         | 「それも愛」                               | 松山千春 | 松山千春   | 5:43 |
| 3.                                         | 「泣いてしまいたい」(オリジナル・カラオケ) | 松山千春 | 松山千春   | 5:58 |
| 合計時間:                                  | 合計時間:                                  | 17:40    |            |      |